# São João da Ribeira e Ribeira de São João
São João da Ribeira e Ribeira de São João (oficialmente: União das Freguesias de São João da Ribeira e Ribeira de São João) é uma freguesia portuguesa do município de Rio Maior, com 20,17 km² de área e 1170 habitantes (censo de 2021). A sua densidade populacional é 58 hab./km².

## História
Foi criada aquando da reorganização administrativa de 2012/2013,  resultando da agregação das antigas freguesias de São João da Ribeira e Ribeira de São João.

## Demografia
A população registada nos censos foi:
| Distribuição da População por Grupos Etários | Distribuição da População por Grupos Etários | Distribuição da População por Grupos Etários | Distribuição da População por Grupos Etários | Distribuição da População por Grupos Etários | Distribuição da População por Grupos Etários |
| -------------------------------------------- | -------------------------------------------- | -------------------------------------------- | -------------------------------------------- | -------------------------------------------- | -------------------------------------------- |
| Antes da agregação                           |                                              |                                              |                                              |                                              |                                              |
| Ano                                          | 0-14 anos                                    | 15-24 anos                                   | 25-64 anos                                   | >= 65 anos                                   | Total                                        |
| 2001                                         | 216                                          | 187                                          | 761                                          | 305                                          | 1469                                         |
| 2011                                         | 184                                          | 142                                          | 718                                          | 344                                          | 1388                                         |
| Após a agregação                             |                                              |                                              |                                              |                                              |                                              |
| Ano                                          | 0-14 anos                                    | 15-24 anos                                   | 25-64 anos                                   | >= 65 anos                                   | Total                                        |
| 2021                                         | 132                                          | 104                                          | 596                                          | 338                                          | 1170                                         |